# Ibibios
Els Ibibios són un grup humà del sud-est de Nigèria. Estan molt relacionats amb els anaangs i els efiks. La Unió Ibibio va demanar a l'Imperi Britànic que els reconegués com una nació sobirana. Comperteixen tradicions i cultura amb els ekits, els orons i els ibenos.

## Geografia
La majoria dels ibibios viuen a l'estat nigerià d'Akwa Ibom. Estan íntimament relacionats amb els anaangs i els ekets i orons, a més d'altres grups que entenen la llengua ibibio. Controlen políticament Akwa Ibom, tot i que governen juntament amb els anaangs, ekets i orons. El seu sistema polític segueix el mètode tradicional del consens.

### Localització de la terra Ibibio

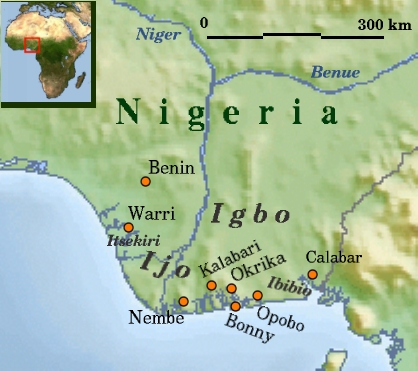
La terra ibibio està al sud-est de Nigèria, a la zona de contacte amb Camerun

Els Ibibios es localitzen sobretot al sud-est de Nigèria. Abans de l'existència de l'estat nigerià, els ibibios s'autogovernaven. L'Imperi Britànic els va colonitzar i van formar part de la regió oriental de la Nigèria colonial. Durant la Independència de Nigèria la regió oriental de Nigèria fou dividida en tres estats; la terra dels ibibio passà a l'estat del Sud-est de Nigèria. Més tard aquest fou dividit en dos estats: Akwa Ibom i Cross River.
El sud-oest del Camerun abans era una part del sud-est de Nigèria. El 1961 una part de la Nigèria Oriental passà a l'estat del Camerun per mitjà d'un plebiscit i la terra tradicional dels ibibios, efiks i anaangs va quedar partida.

## Història
Els ibibios viuen a la regió des de fa centenars d'anys però només hi ha informació escrita colonial des de finals del segls XIX. Tot i això, la història oral mostra que ells hi són des de molt abans. Els ibibios, juntament amb els anaangs, efiks, orons, ekets i ibenos, amb els quals tenen ancestres comuns, tenen una població total de més de deu milions. La llengua dels ibibos pateix una gran divisió dialectal.

## Sistema polític

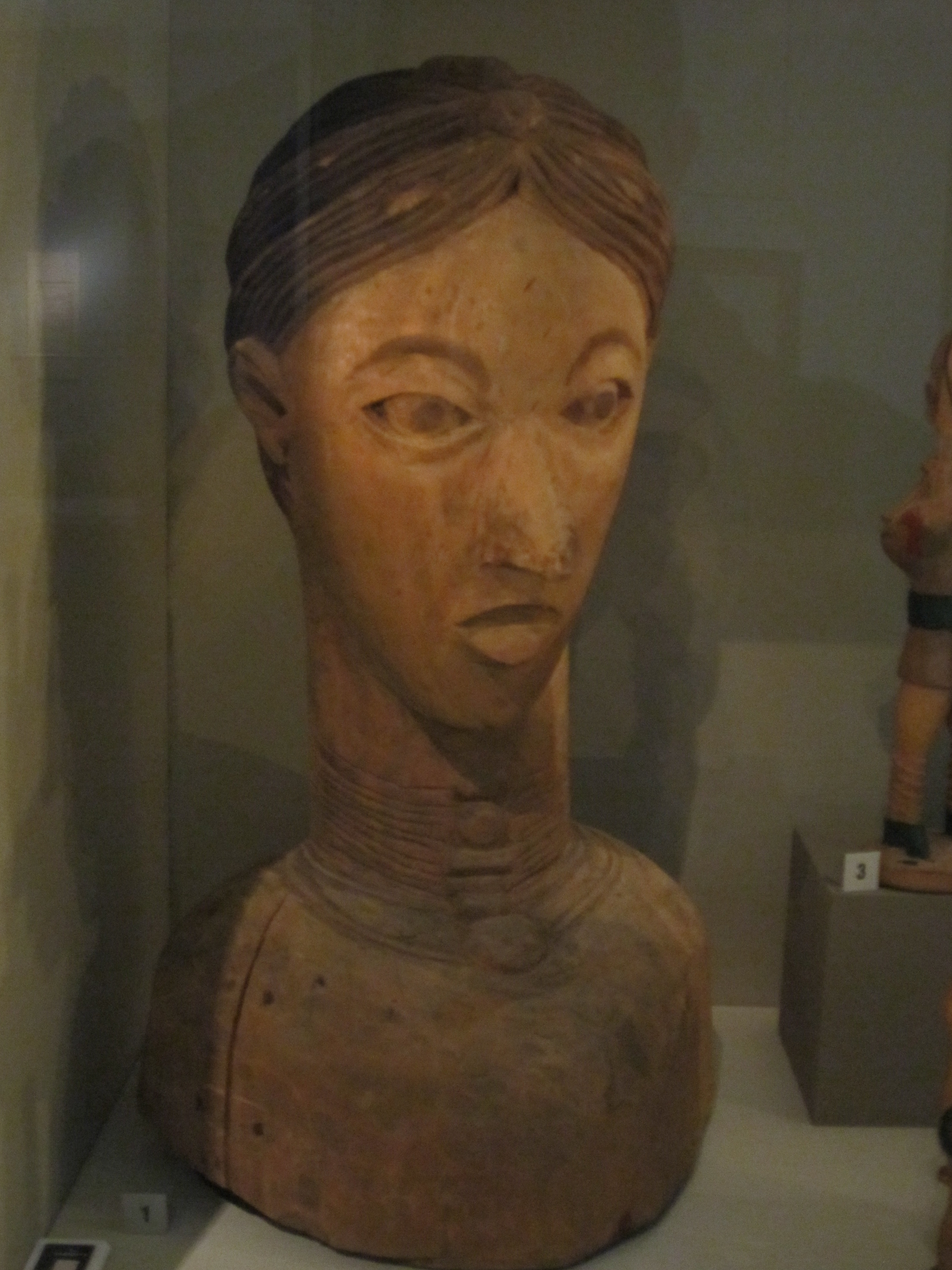
escultura ibibio

Les societats tradicionals ibibios són comunitats de famílies extenses segons els seus enllaços sanguinis governades cadascuna per un cap tradicional conegut com l'Obong Ikpaisong. Els Obongs Igpaisongs governen juntament amb l'Mbong Ekpuk (el cap de les famílies) i amb els caps religiosos. Es considera que els membres d'aquest Consell Tradicional parlen en nom dels esperits. Quan els membres ekpos duen a terme decisions polítiques sempre porten màscares i se'ls respecta pel temor als seus ancestres. Tots els membres masculins adults dels ibibios poden participar en les decisions polítiques.

## Religió

### Època precolonial
La religió ibibio tenia dues dimensions: la primera estava centrada en les libacions, l'adoració, les consultes, comunicació i invocació del Déu del Cel (Abasi Enyong) i el Rei-déu d'una comunitat ibibio particular que era conegut com l'Obong Ikpaisong; la segona era en l'adoració, consulta, invocació, sacrivici, etc del déu del Cel (Abasi Enyong) i el Déu de la Terra (Abasi Isong) a través de diverses entitats espirituals invisibles (Ndem). Hi havia sacerdots dedicats als ndems a diverses divisions ibibios. Una divisió podia consistir en moltes comunitats autònomes interrelacionades o en reialmes governats per reis-déus autònoms anomenats Obong-Ikpaisong assistits per caps de diverses famílies extenses. Aquest sistema polític i religiós ha existit des de temps immemorials. La tradició (Ikpaisong en ibibio) és que el sistema polític està íntimament lligat amb el religiós. En ibibio la paraula "Obong" pot significar "cap", "rei", "Senyor", entre d'altres. Amb relació a l'Obong-Ikpaisong, la paraula "obong" significa "rei" i referint-se al cap d'una vil·la significa simplement "Cap de la vil·la"; respecte a Déu, significa "Senyor".

### Època colonial i postcolonial

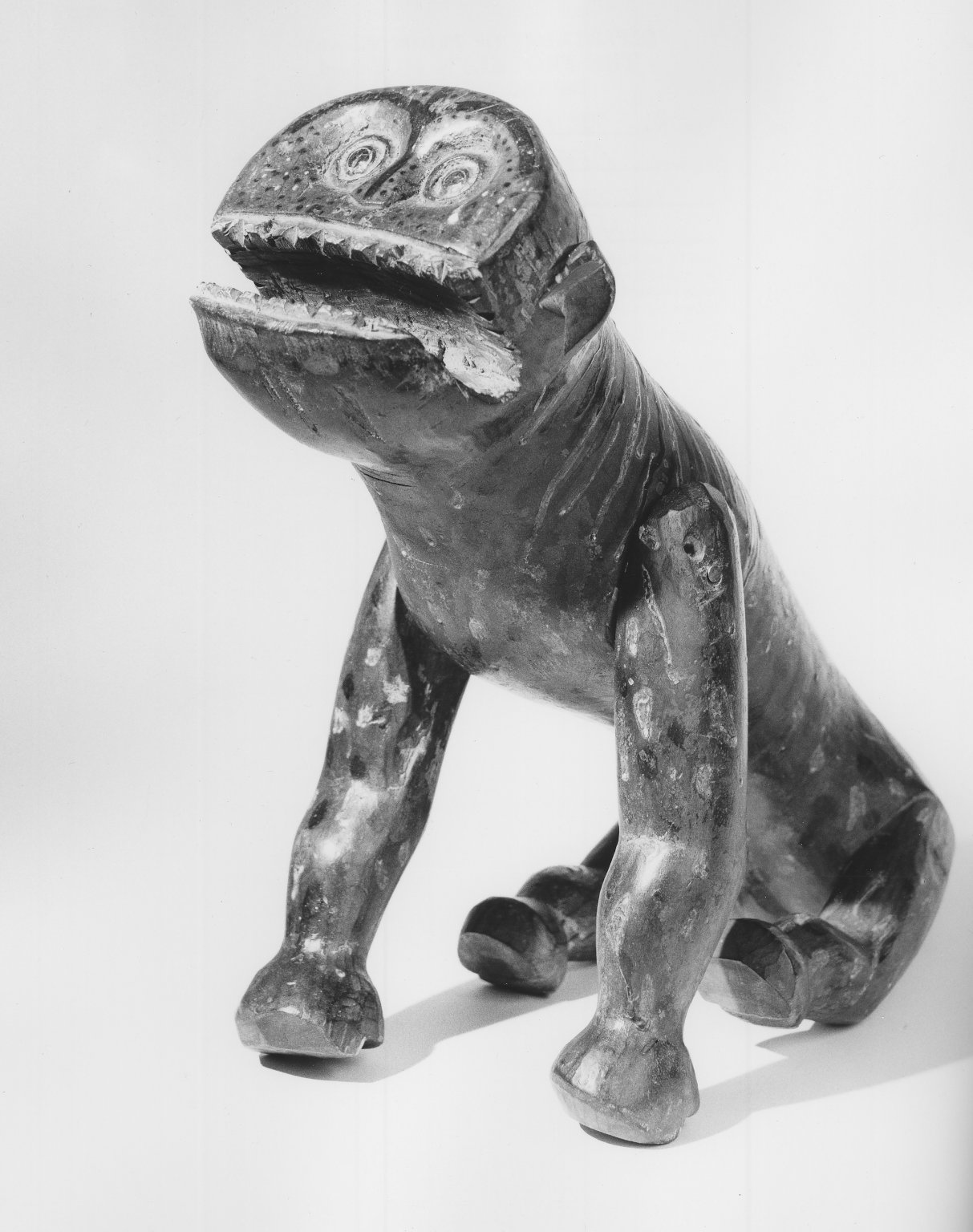
Escultura de fusta ibibio

A principis del segle xix van arribar a la zona dels ibibios els primers missioners cristians. El primer missioner fou Samuel Bill. Aquest va establir l'església Qua Iboe. A l'interior de la terra dels ibibios hi van començar a penetrar les esglésies Metodista, Catòlica i Presbiteriana. Posteriorment s'hi van introduir altres esglésies com l'església Apostòlica i esglésies independents com la Deeper Life Bible Church. Avui en dia el 99.8& dels ibibios són cristians (el 34% pertanyen a esglésies evangèliques).

## Art

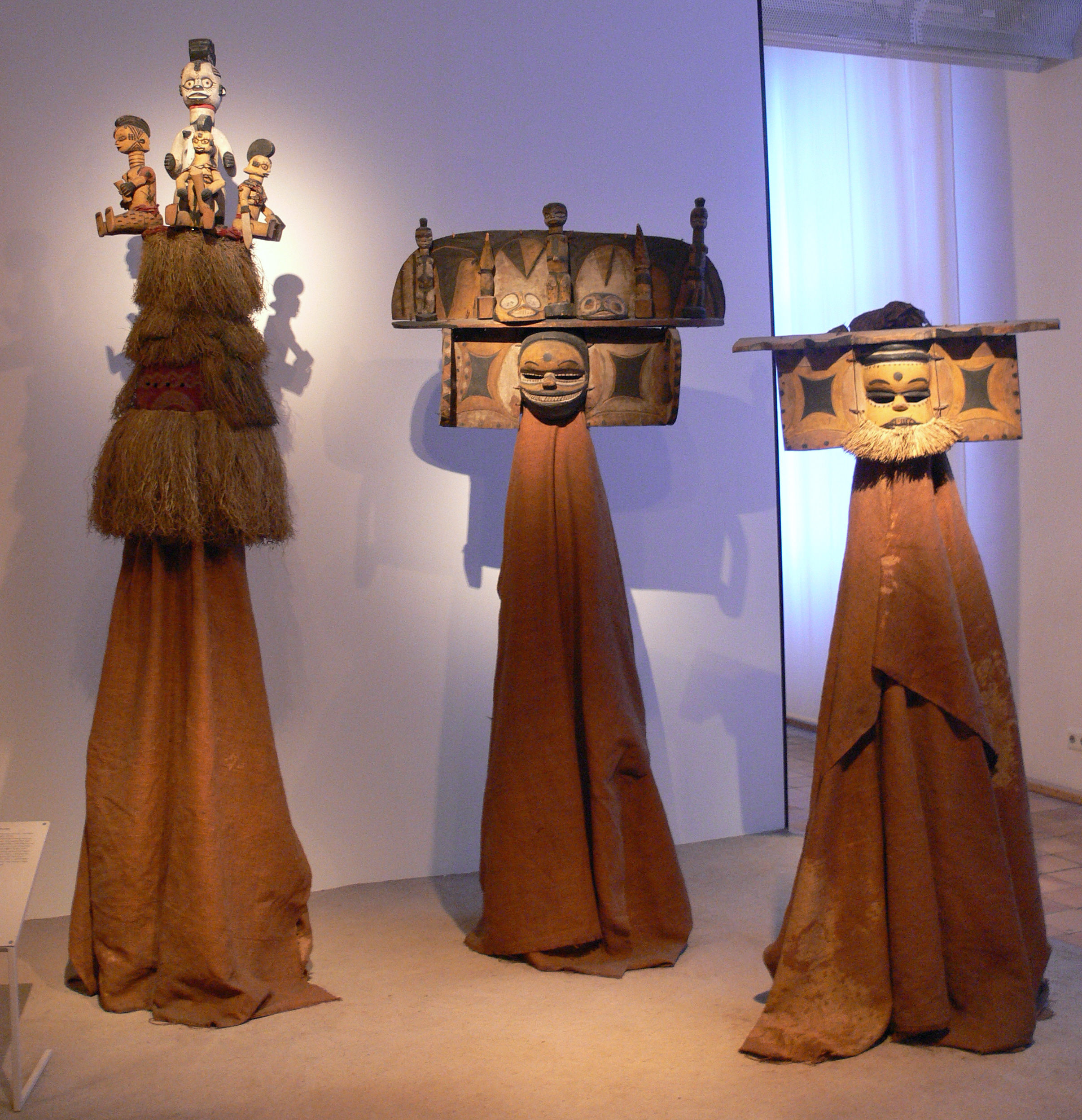
màscares ibibios

Els objectes artístics més destacats de la cultura ibibio són les màscares. També són destacables els instruments de música, sobretot les percussions. L'escultura en fusta que fan és molt detallada i els artistes saben capturar bé la bellesa del que ells consideren esperits.